# Haida Gwaii
Haida Gwaii  (vroeger de Koningin Charlotte-eilanden genoemd)  is een Canadese archipel in de Grote Oceaan. Bestuurlijk behoort het gebied tot de provincie Brits-Columbia.

## Geografie
De eilandengroep heeft een oppervlakte van 10.180 km² en er wonen ongeveer 4500 mensen, waarvan de meesten Haida-indianen en hun nakomelingen zijn. De archipel bestaat naast de twee hoofdeilanden Grahameiland en Moresby-eiland uit ongeveer 200 kleinere eilanden. Ze worden van het Canadese vasteland in het oosten gescheiden door de Hecate Strait en in het noorden van de Alexanderarchipel van Alaska door de Dixon Entrance.

### Eilanden
De grootste eilanden in de archipel zijn:
- Anthony Island
- Burnaby Island
- Chaatl Island
- Frederick Island
- Graham Island
- Hibben Island
- Hippa Island
- Hotspring Island
- Huxley Island
- Kunghit Island
- Langara Island
- Louise Island
- Lyell Island
- Maude Island
- Moresby Island
- Ramsay Island
- Talunkwan Island
- Tanu Island

## Geschiedenis
De archipel werd voor het eerst bezocht in 1774 door Juan Pérez. Hij landde op het meest noordelijke eiland Langara dat hij noemde naar de Spaanse marine-officier Juan de Lángara. In 1778 bezocht James Cook de eilanden, in 1787 gevolgd door George Dixon. Hij vernoemde de eilanden naar zijn schip de Queen Charlotte, dat op haar beurt genoemd was naar de Britse koningin Charlotte, vrouw van koning George III. Op 3 juni 2010 werd de eilandengroep officieel hernoemd in Haida Gwaii, hoewel deze naam in wezen recenter van oorsprong is dan haar oude Engelse naam.
De stad 'Queen Charlotte' die zo op de detailkaart aangegeven wordt, heet nu officieel 'Daajing Giids'. Ook de andere plaatsnamen werden officieel 'gecorrigeerd' zodat de plaatsnamen die door de kolonisatoren gegeven werden, terug hun oorspronkelijke benamingen kregen.
Op maandag 22 april 2024 werd in de wetgevende vergadering van British Columbia (BC) een historisch stuk wetgeving geïntroduceerd dat het Aboriginal eigendomsrecht van de Haida Nation in heel Haida Gwaii erkent. Dit is het eerste Aboriginal eigendomsrecht in de Canadese geschiedenis.
De introductie bevestigt de historische Gaayhllxid - Gíhlagalgang “Rising Tide” Haida Title Lands Agreement, een overeenkomst tussen de Haida Nation en British Columbia die zijn weerga niet kent. De nieuwe wetgeving, de Haida Nation Recognition Amendment Act, 2024, erkent het Aboriginal eigendomsrecht van de Haida in heel Haida Gwaii. 